# Abadía de Kylemore
La Abadía de Kylemore (en inglés: Kylemore Abbey; en irlandés: Mainistir na Coille Móire) es un convento de monjas benedictinas fundado en 1920 sobre la base del castillo de Kylemore, en Connemara (Galway, Irlanda). El nombre de Kylemore es originario de las palabras irlandesas Coill Mór, gran madera.

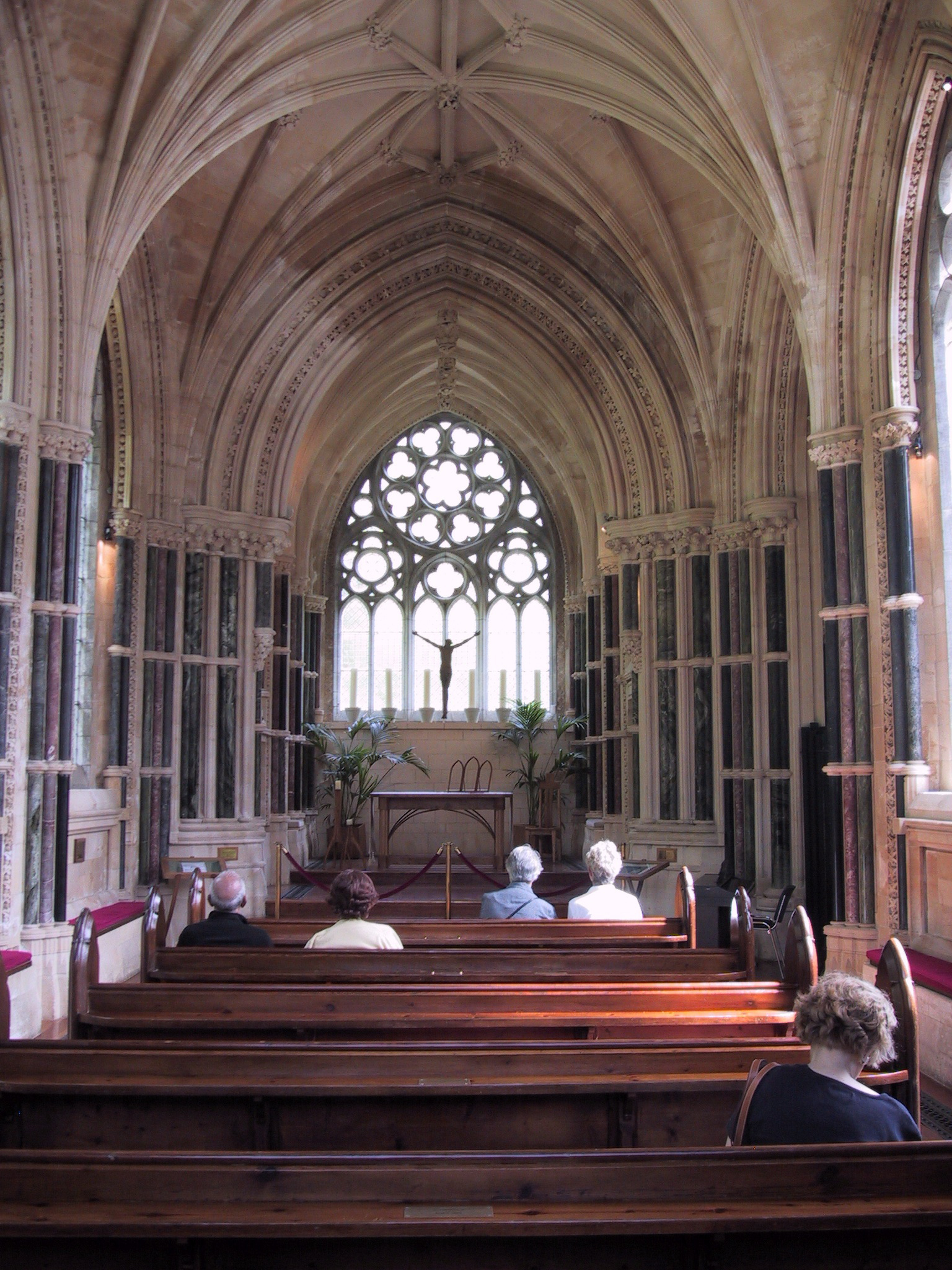
Interior de la capilla de la abadía

La abadía de Kylemore (originalmente, Castillo de Kylemore o Kylemore Castle), fue construida entre 1863 y 1868 como hogar privado para la familia de Mitchell Henry, político y empresario de Mánchester que fue también parlamentario por el condado de Galway entre 1871 y 1885. Después de la muerte de su esposa Margaret en 1875, Mitchell no permaneció mucho tiempo en el castillo. Ambos están enterrados en un pequeño mausoleo cerca de la iglesia en la abadía.
Tras cambiar de manos en dos ocasiones más, el castillo se transformó finalmente en abadía cuando las monjas benedictinas huyeron de Ypres (Bélgica) durante la Primera Guerra Mundial. 
Las características arquitectónicas más importantes de la abadía son la iglesia neogótica (construida entre 1877 y 1881), una reproducción en miniatura de la catedral de Norwich, hecha de mármol verde local de Connemara, y el jardín victoriano amurallado. 
La abadía albergaba un internado de mujeres internacional que fue cerrado en el 2010. Las visitas turísticas se limitan a los jardines, unas pocas salas de la abadía, la iglesia neogótica y el mausoleo familiar, además de las áreas destinadas a los turistas, como el restaurante o la tienda de recuerdos.